# Jungheinrich

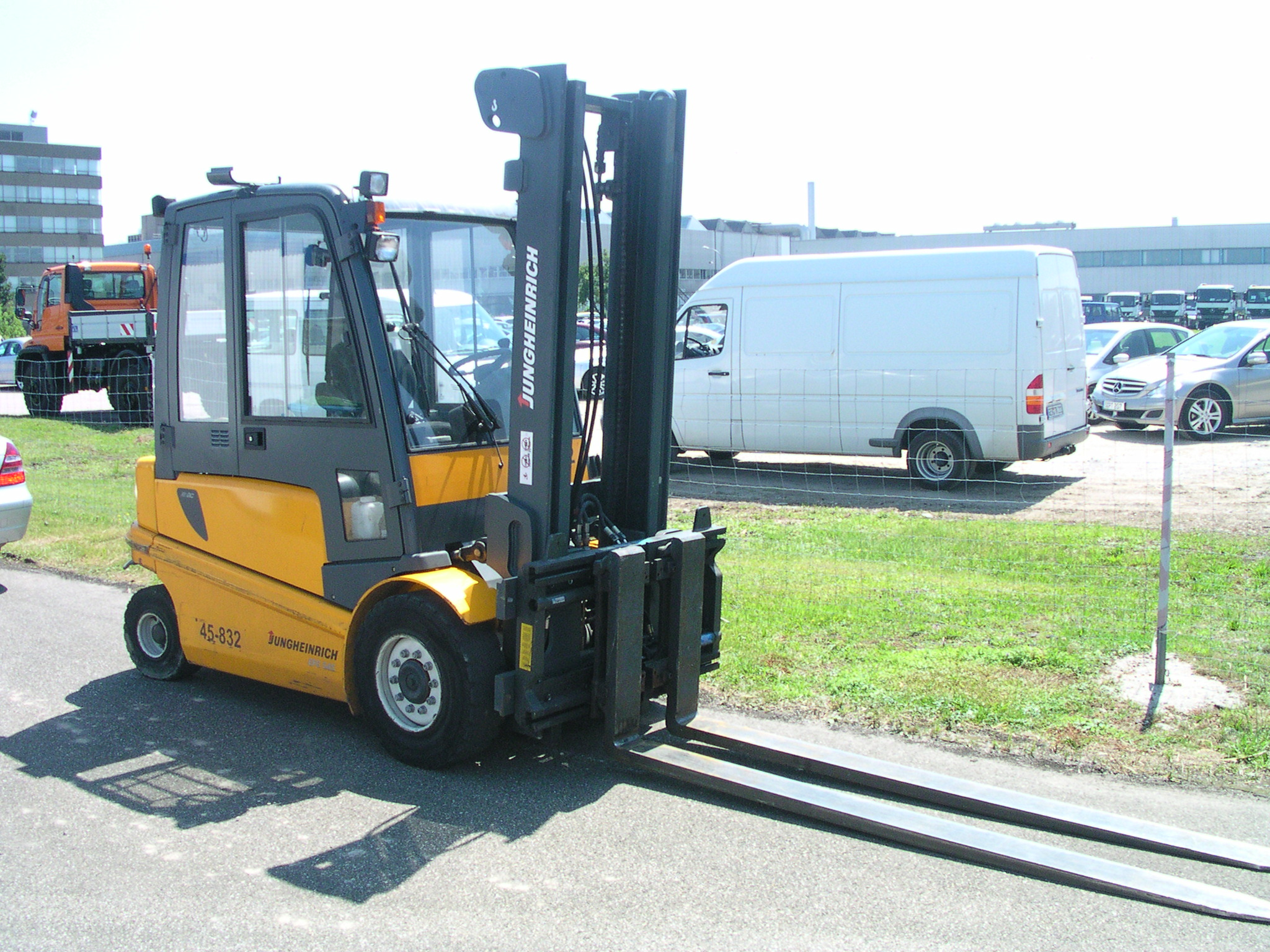
Vysokozdvižný vozík Jungheinrich

Jungheinrich AG je mezinárodní firma se sídlem v německém Hamburku. Je dodavatelem manipulační techniky, skladového hospodářství, projektování skladových celků a řízení toku materiálu.

## Historie
Friedrich Jungheinrich otevřel svou první pobočku v roce 1956 v Rakousku. O dva roky později, tedy v roce 1958 otevřel také pobočku se sídlem v Hamburku. V roce 1989 jsou postaveny nové firemní budovy v Lüneburgu.
V roce 1991 jsou postupně otevírány nové pobočky ve střední a východní Evropě. V roce 1992 byla otevřena pobočka v České republice. Postupně byla také uzavírána výrobní zařízení ve Francii, Británii a Španělsku a tato výroba byla přesunuta do Německa. V roce 2002 byly značky MIC a Steinbock Boss zrušeny a od té doby jsou společně prodávány pod jednou značkou Jungheinrich.
V roce 2009 Jungheinrich na českém trhu otevřela novou pobočku, která se zabývá prodejem repasované manipulační techniky Jungheinrich. Firma tak reaguje na přicházející ekonomickou recesi.